# Gravură laser
Gravura laser este o procedură specială de inscripționare a obiectelor din metal, lemn, plastic, pahare din cristal realizată cu ajutorul laserului. Funcționează similar cu o imprimantă cu jet de cerneală, jetul de cerneală fiind înlocuit cu un fascicul de lumină trimis pe material.
Prin acest procedeu, o rază laser focalizată pe un material și deplasată pe acesta, urmând un model realizat de un software specializat instalat pe un computer, are ca efect vaporizarea unui strat superficial al acelui material. Prin reglarea parametrilor se poate obține o gravare superficială sau mai profundă care poate să varieze între 0,01 mm și 3 mm.
Procedura de inscripționare prin gravură laser poate fi deosebit de complexă și delicată, oferind durabilitate în timp și acuratețe lucrărilor.

### Calitatea
Calitatea gravurii laser este de neegalat. Produce o imagine permanentă, extrem de detaliată și fină, cu o rezoluție de până la 1200 dpi (puncte pe țol). Această rezoluție devine extrem de importantă atunci când ne referim la fotogravură, reprezentarea detaliilor fine, gravură pe sticlă, pe materiale nobile, sau într-unul dintre cele mai dure materiale, granitul. Un mare avantaj îl oferă faptul că prin gravură și tăiere laser, materialul nu suferă deplasări pe masa de lucru, nu necesită prinderi speciale.

### Viteza
Laserul oferă cea mai rapidă metodă de taiere de pe piață pentru o gamă largă de materiale, oferă produse competitive și de extremă calitate, incomparabile cu cele realizate prin tehnicile tradiționale de tăiere. Echipamentul laser poate fi ajustat în așa fel încât să acopere toate nevoile, fie că vorbim de unicate sau producție de masă, în orice mărime.

### Protecția mediului
Gravura laser nu produce reziduuri și nici noxe, iar posibilitățile avansate de optimizare permit gravarea chiar și pe materiale de foarte mici dimensiuni, astfel încât se pot recupera chiar și cele mai mici resturi de materiale.

#### Precizia
Prin procesul de debitare / gravură cu laser   se pot tăia foarte precis diverse elemente din metal și tablă indiferent de dimensiune. Astfel se poate realiza orice fel de proiect - chiar dacă acesta este foarte complex.

## Trofee, plăcuțe și premii
Costul relativ scăzut al gravării cu laser, determinat de automatizare și materiale ieftine, o face o soluție ideală pentru personalizarea trofeelor și a premiilor. În timp ce gravarea manuală poate fi o soluție viabilă pentru trofeele de campion mai scumpe, personalizarea cu laser se pretează la trofeele de echipă și de participare, care sunt adesea comandate în cantitate și au marje relativ mici.